# 京特·克莱伯
京特·克莱伯（德語：Günther Kleiber，1931年9月16日—2013年3月29日），德国统一社会党政治局候补委员，东德部长会议副主席。

## 生平
1931年，生于博尔纳县奥拉村的工人家庭。1946年，加入自由德国青年联盟和自由德国工会联合会。1949年，入党。1950年，先后在德累斯顿工农预科、罗斯托克大学、德累斯顿工业大学学习，成为电气工程师。1958年，任科学助理。1962年，任德累斯顿工业大学电机系党委书记。1964任，德累斯顿专区党委领导成员，兼任该专区德党电机部副部长。1966年，任部长会议电气工程和电子工业副部长。12月，任部长会议电子数据加工工业国务秘书。
1968年，为中央委员和政治局候补委员。1971年，任部长会议副主席、部长会议主席团成员。1984年，为政治局委员。1973年，任农业机械和车辆制造部长。1989年，辞职。
在出任東德高官期間，克莱伯有份下令邊防部門向脫東者執行「开枪射击令」，並導致多人傷亡。因此，他與另外兩名前東德領導層，均於1997年8月被聯邦最高法院判處入獄3年；至1999年尾，其上訴亦被駁回，最終於2000年1月18日被押送入獄服刑。然而，他在同年9月獲柏林市長埃伯哈德·迪皮根簽發特赦令，並於同月6日提前出獄，實際只服刑7個月。
2013年，去世。